# Grzegorz Ciechowski
Grzegorz Zbigniew Ciechowski (sinh ngày 29 tháng 8 năm 1957 - mất ngày 22 tháng 12 năm 2001) là một ca sĩ, nhạc sĩ nhạc rock và nhà soạn nhạc phim điện ảnh người Ba Lan.

## Tiểu sử
Ciechowski là người sáng lập và điều hành ban nhạc Republika, một trong những ban nhạc rock nổi tiếng nhất Ba Lan lúc bấy giờ. Vào giữa những năm 1980, Ciechowski đã rời khỏi nhóm Republika và thành lập một ban nhạc mới có tên Obywatel GC (Citizen GC). Ban nhạc này một lần nữa gặt hái những thành công đáng kể về mặt thương mại. Năm 1996, với nghệ danh Grzegorz z Ciechowa, ông thu âm album mang tên ojDADAna.
Ciechowski cũng sáng tác nhạc cho các nghệ sĩ khác như Kasia Kowalska, Justyna Steczkowska và sản xuất một album cho giọng ca người Đức Mona Mur. Ông đã soạn nhạc cho bộ phim Stan Strachu của đạo diễn Janusz Kijowski và bộ phim The Hexer của đạo diễn Marek Brodzki. Ông giành được Giải thưởng Điện ảnh Ba Lan ở hạng mục Nhạc phim hay nhất cho bộ phim The Hexer vào năm 2001.
Ciechowski qua đời vì một cơn đau tim sau cuộc phẫu thuật phình động mạch tim. Ông hưởng thọ 44 tuổi.